# Adoratrius Esclaves del Santíssim Sagrament i de la Caritat
Les Germanes Adoratrius Esclaves del Santíssim Sagrament i de la Caritat (llatí: Sorores Adoratrices Ancillae SS. Sacramenti et a Caritate, castellà: Adoratrices Esclavas del Santísimo Sacramento y de la Caridad)', també anomenades anomenades Germanes Adoratrius, són un institut religiós femení de dret pontifici, una congregació religiosa dedicada a l'apostolat social. Les germanes que en formen part posposen al seu nom les sigles A.A.S.C.
No s'han de confondre amb l'orde monàstic de les Monges Adoratrius o Adoratrius Perpètues del Santíssim Sagrament, fundat en 1807 a Roma.

## Història
La congregació fou fundada per la noble espanyola Micaela Desmaisières y López de Dicastillo (1809-1865), vescomtessa de Jorbalán. Mentre ajudava en la cura de malalts en l'hospital de San Juan de Dios de Madrid, va prendre consciència del problema de la prostitució i les dones que s'hi dedicaven. El 21 d'abril de 1845 va obrir una casa d'acollida per a prostitutes que volien deixar l'ofici, on se'ls donava instrucció perquè poguessin guanyar-se la vida d'una altra manera. Per donar estabilitat a la seva tasca, va pensar de formar una comunitat que es fes càrrec del seu col·legi.
Amb la guia del seu director espiritual, el jesuïta Eduardo José Rodriguez, el 3 de febrer de 1856 Desmaisières i les seves primeres col·laboradores van començar a fer vida comunitària, constituint la congregació de les Adoratrius Esclaves del Santíssim Sagrament i de la Caritat, consagrada a la reeducació de les joves esgarriades i les prostitutes. El decretum laudis el donà Pius IX el 15 de setembre de 1860; les constitucions, escrites per la fundadora en 1856, foren aprovades per la Santa Seu el 24 de novembre de 1866.

## Activitat i difusió
Les Adoratrius tenen com a missió la "reeducació de les joves esgarriades", dedicant la seva activitat al servei de les dones explotades i víctimes de la prostitució. A més, tenen una especial devoció per l'Eucaristia, i en fan adoració perpètua.
Són presents a Europa (França, Itàlia, Portugal, Regne Unit, Espanya), a Amèrica Llatina (Argentina, Bolívia, Brasil, Xile, Colòmbia, Cuba, República Dominicana, Equador, Perú, Veneçuela), a Àfrica (Marroc, Togo) i Àsia (Cambodja, Japó, Índia).
Al final de 2005, la congregació tenia 1.312 religioses en 168 cases.